# Jaylen Adams
Jaylen Tairique Adams (ur. 4 maja 1996 w Hanover) – amerykański koszykarz, występujący na pozycji rozgrywającego, obecnie zawodnik Sydney Kings.
W 2016 i 2017 wziął udział w turnieju Adidas Nations Counselors.
Pochodzi ze sportowej rodziny. Jego ojciec grał w futbol amerykański na University of Maryland, natomiast jego matka Yalonda została wybrana w 2014 do Galerii Sław Sportu Wesley College jako koszykarka.
22 lutego 2019 podpisał nową, wieloletnią umowę z Atlantą Hawks. 20 sierpnia dołączył do Milwaukee Bucks.
14 października 2019 został zwolniony przez Milwaukee Bucks.
1 lipca 2020 został zawodnikiem Portland Trail Blazers. 24 listopada dołączył po raz kolejny w karierze do Milwaukee Bucks. 4 marca 2021 opuścił klub. 22 sierpnia został zawodnikiem australijskiego Sydney Kings.

## Osiągnięcia
Stan na 26 sierpnia 2021, na podstawie, o ile nie zaznaczono inaczej.
NCAA
- Uczestnik turnieju:
  - NCAA (2018)
  - Portsmouth Invitational (2018)
- Mistrz sezonu regularnego konferencji Atlantic 10 (A-10 – 2016)
- Zawodnik roku konferencji Atlantic 10 (2018 wspólnie z Paytonem Aldridgem)[11]
- Zaliczony do I składu:
  - składu honorable mention All-American (2017 przez Sports Illustrated, 2018 przez Associated Press)
  - I składu All-Atlantic 10 (2016–2018)
- Lider A-10 w:
  - średniej asyst (6,5 – 2017)
  - skuteczności rzutów za 3 punkty (43,8% – 2016)
  - liczbie:
    - celnych (206) i oddanych (251) rzutów za 3 punkty (2017)
    - strat (107 – 2017)
- Zawodnik tygodnia Atlantic 10 (5.12.2016, 12.02.2018, 2.01.2018, 26.12.2017, 11.12.2017)

Indywidualne
- Zaliczony do I składu G-League (2020)[12]